# Call Me Miss...
Albums de Crystal Kay
Crystal Style
(2005) All Yours
(2007)
Singles
Call Me Miss... est le 6e album de la chanteuse Crystal Kay, sorti sous le label Sony Music Entertainment Japan le 22 février 2006 au Japon. Il atteint la 2e place du classement de l'Oricon. Il se vend à 116 050 exemplaires la première semaine et reste classé pendant 17 semaines, pour un total de 250 698 exemplaires vendus. Il sort en format CD et CD+DVD.

## Liste des titres
| 1.  | Baby Girl                                            | Emi K.Lynn                             | Crystal Kay, ICEDOWN                   | 4:05 |
| 2.  | Kirakuni                                             | Crystal Kay, James Haris & Terry Lewis | Crystal Kay, James Haris & Terry Lewis | 4:14 |
| 3.  | Koi ni Ochitara (恋におちたら)                       | H.U.B.                                 | Sakazume Misako                        | 4:26 |
| 4.  | Hero                                                 | Emi K.Lynn                             | AKIRA                                  | 3:37 |
| 5.  | Telepathy (テレパシー)                               | H.U.B.                                 | Shin Kono, Crystal Kay                 | 4:34 |
| 6.  | KTK                                                  | Crystal Kay                            | Shin Kono, Crystal Kay                 | 4:11 |
| 7.  | I Know                                               | H.U.B., Crystal Kay                    | Crystal Kay, Taku Takahashi            | 4:19 |
| 8.  | Nobody But You                                       | Emi K.Lynn                             | Hiroaki Ohno                           | 4:31 |
| 9.  | Together                                             | Ayu Harukazu                           | Takuya Harada                          | 3:37 |
| 10. | Fly To You                                           | Emi K.Lynn                             | Crystal Kay, ICEDOWN                   | 4:47 |
| 11. | Kitto (きっと)                                       | Akiko Watanabe                         | Kenichi Takemoto                       | 3:54 |
| 12. | Two As One (Crystal Kay × CHEMISTRY)                 | H.U.B.                                 | Matsumoto Toshiaki                     | 3:42 |
| 13. | Happy Life                                           | Satomi                                 | AKIRA                                  | 3:49 |
| 14. | Namida ga Afurete mo (涙があふれても)                | Nishio Saeko                           | Sakatsume Misako                       | 5:13 |
| 15. | Kiss (orchestra version) (édition limitée seulement) | Satomi                                 | Matsumoto Kiyoshi                      | 5:18 |

| 1. | Koi ni Ochitara (恋におちたら)                      |  |
| 2. | Two As One (Crystal Kay × CHEMISTRY)                |  |
| 3. | Koi ni Ochitara (Live Version) (恋におちたら)       |  |
| 4. | Two As One (Live Version) (Crystal Kay × CHEMISTRY) |  |